# Paradise (Kenny G)
Paradise è un album in studio del sassofonista statunitense Kenny G, pubblicato nel 2002.

## Tracce
1. Brazil – 4:37
2. Paradise – 4:16
3. Malibu Dreams – 5:07
4. One More Time (feat. Chanté Moore) – 4:13
5. Spanish Nights – 6:11
6. Seaside Jam – 4:52
7. Ocean Breeze – 4:39
8. Falling in the Moonlight – 5:15
9. All the Way (feat. Brian McKnight) – 4:18
10. Midnight Magic – 5:17
11. Peace – 3:43